# Jibbs
Jibbs, właściwie Jovan Campbell (ur. 13 listopada 1990 w St. Louis, Missouri) – amerykański raper. Campbell zaczął rapować w wieku lat 9. Zadebiutował w wieku 16 lat singlem Chain Hang Low, który dotarł do pierwszej dziesiątki listy Billboard. Później wydał album Jibbs feat. Jibbs. W marcu wydał drugi singiel King Kong w którym gościnnie wystąpił raper Chamillionaire, a najnowszym jego hitem jest utwór Go Too Far, wykonywany z Melody Thornton z zespołu The Pussycat Dolls. Na 2009 rok jest zapowiedziana premiera jego drugiej płyty. Wystąpił na teledysku innego rapera Soulja Boya Crank That (Soulja Boy).

## Dyskografia

### Albumy
| Tytuł Albumu        | Data Wydania         | Pozycje na Listach | Single |
| ------------------- | -------------------- | ------------------ | --- |
| Jibbs feat. Jibbs   | 24 października 2006 | #11 U.S.           | - "Chain Hang Low" - "King Kong" (feat. Chamillionaire) - "Go Too Far" (feat. Melody Thornton) - "Smile" (feat. Fabo) |
| New Tempo, New Swag | 2011                 |                    | - "The Dedication (Ay DJ)"(feat. Lloyd)                                                                               |

## Występy gościnne
| Rok  | Wykonawca  | Tytuł                       |
| 2006 | Soulja Boy | I Got Me Some Bapes (Remix) |